# Amblimont
Amblimont est une ancienne commune française située dans le département des Ardennes en région Grand Est.
Par arrêté préfectoral du 14 décembre 2015, les communes d'Amblimont et Mouzon forment, le 1er janvier 2016, la commune nouvelle de Mouzon.

## Géographie
Le village est situé en hauteur sur la rive droite de la Meuse à 3,5 km au nord-ouest de Mouzon.

## Politique et administration

### Liste des maires
| Période                                  | Période       | Identité                 | Étiquette | Qualité     |
| ---------------------------------------- | ------------- | ------------------------ | --------- | ----------- |
| Les données manquantes sont à compléter. |               |                          |           |             |
| 1859                                     |               | Thomas Haudecœur         |           |             |
| 1879                                     |               | Lhuillier                |           |             |
| 1989                                     | 1995          | André Drouin (1931-2020) | DVD       | Agriculteur |
|                                          |               |                          |           |             |
| mars 2001                                | mars 2008     | Hervé Lardenois          |           |             |
| mars 2008                                | mars 2014     | Jean Gustin              |           |             |
| mars 2014                                | décembre 2015 | Patricia Schneider       |           |             |

### Liste des maires délégués
| Période      | Période  | Identité           | Étiquette | Qualité |
| ------------ | -------- | ------------------ | --------- | ------- |
| janvier 2016 | En cours | Patricia Schneider |           |         |

## Démographie
L'évolution du nombre d'habitants est connue à travers les recensements de la population effectués dans la commune depuis 1793. À partir du 1er janvier 2009, les populations légales des communes sont publiées annuellement dans le cadre d'un recensement qui repose désormais sur une collecte d'information annuelle, concernant successivement tous les territoires communaux au cours d'une période de cinq ans. 
Pour les communes de moins de 10 000 habitants, une enquête de recensement portant sur toute la population est réalisée tous les cinq ans, les populations légales des années intermédiaires étant quant à elles estimées par interpolation ou extrapolation. Pour la commune, le premier recensement exhaustif entrant dans le cadre du nouveau dispositif a été réalisé en 2008,.
En 2013, la commune comptait 192 habitants, en évolution de +33,33 % par rapport à 2008 (Ardennes : −1,26 %, France hors Mayotte : +2,49 %).
| 1793 | 1800 | 1806 | 1821 | 1831 | 1836 | 1841 | 1846 | 1851 |
| ---- | ---- | ---- | ---- | ---- | ---- | ---- | ---- | ---- |
| 303  | 284  | 296  | 328  | 361  | 357  | 350  | 364  | 358  |

| 1866 | 1872 | 1876 | 1881 | 1886 | 1891 | 1896 | 1901 | 1906 |
| ---- | ---- | ---- | ---- | ---- | ---- | ---- | ---- | ---- |
| 354  | 348  | 333  | 289  | 279  | 279  | 287  | 285  | 230  |

| 1911 | 1921 | 1926 | 1931 | 1936 | 1946 | 1954 | 1962 | 1968 |
| ---- | ---- | ---- | ---- | ---- | ---- | ---- | ---- | ---- |
| 202  | 179  | 178  | 178  | 188  | 169  | 197  | 179  | 150  |

| 1975 | 1982 | 1990 | 1999 | 2008 | 2013 | - | - | - |
| ---- | ---- | ---- | ---- | ---- | ---- | - | - | - |
| 163  | 159  | 164  | 143  | 144  | 192  | - | - | - |

## Culture locale et patrimoine

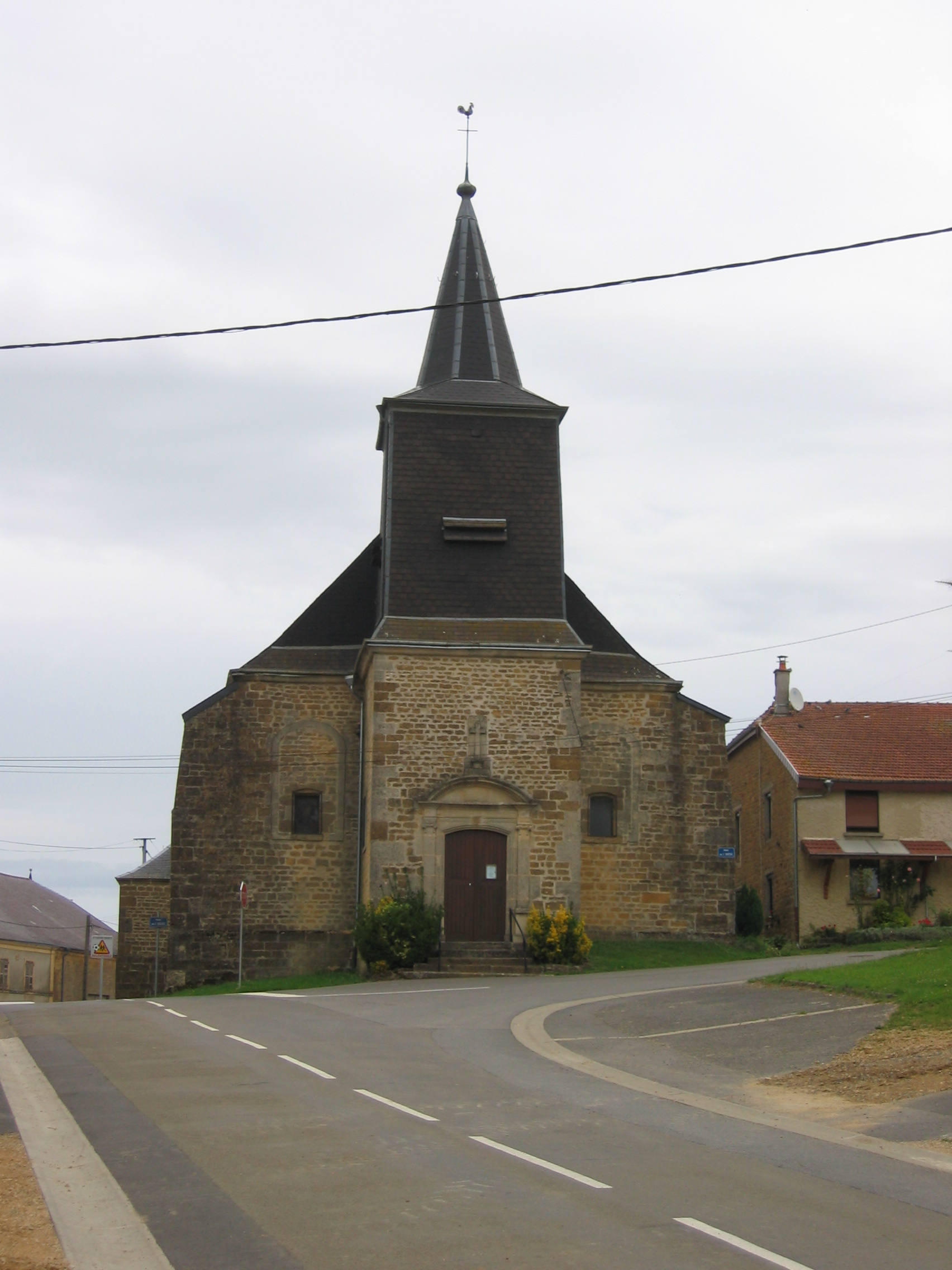
L'église Saint-Georges.

### Lieux et monuments
- Église Saint-Georges.

### Personnalités liées à la commune
- La famille Renart de Fuchsamberg était seigneur d'Amblimont et leur blason inspire celui, actuel, de la ville.

### Héraldique
| Blason de Amblimont | Blason  | D'or au mont adextré d'un arbre, le tout de sinople sur une terrasse du même mouvant d'ondes d'argent, au chef d'azur chargé de trois étoiles d'argent. |
| Blason de Amblimont | Détails | Création Jean-Jacques Baron et Michel Demoncheaux, novembre 2007.                                                                                       |